# Erythrolamprus
Erythrolamprus es un género de serpientes de la familia Colubridae y subfamilia Dipsadinae. Incluye 50 especies que se distribuyen por América Central y la mayor parte de Sudamérica, especialmente en el norte y centro. Anteriormente incluía muchas menos especies, pero estudios recientes determinaron que Liophis y Umbrivaga eran parafiléticos con respecto a Erythrolamprus, por lo que se situaron como sinónimos de este género.

## Especies

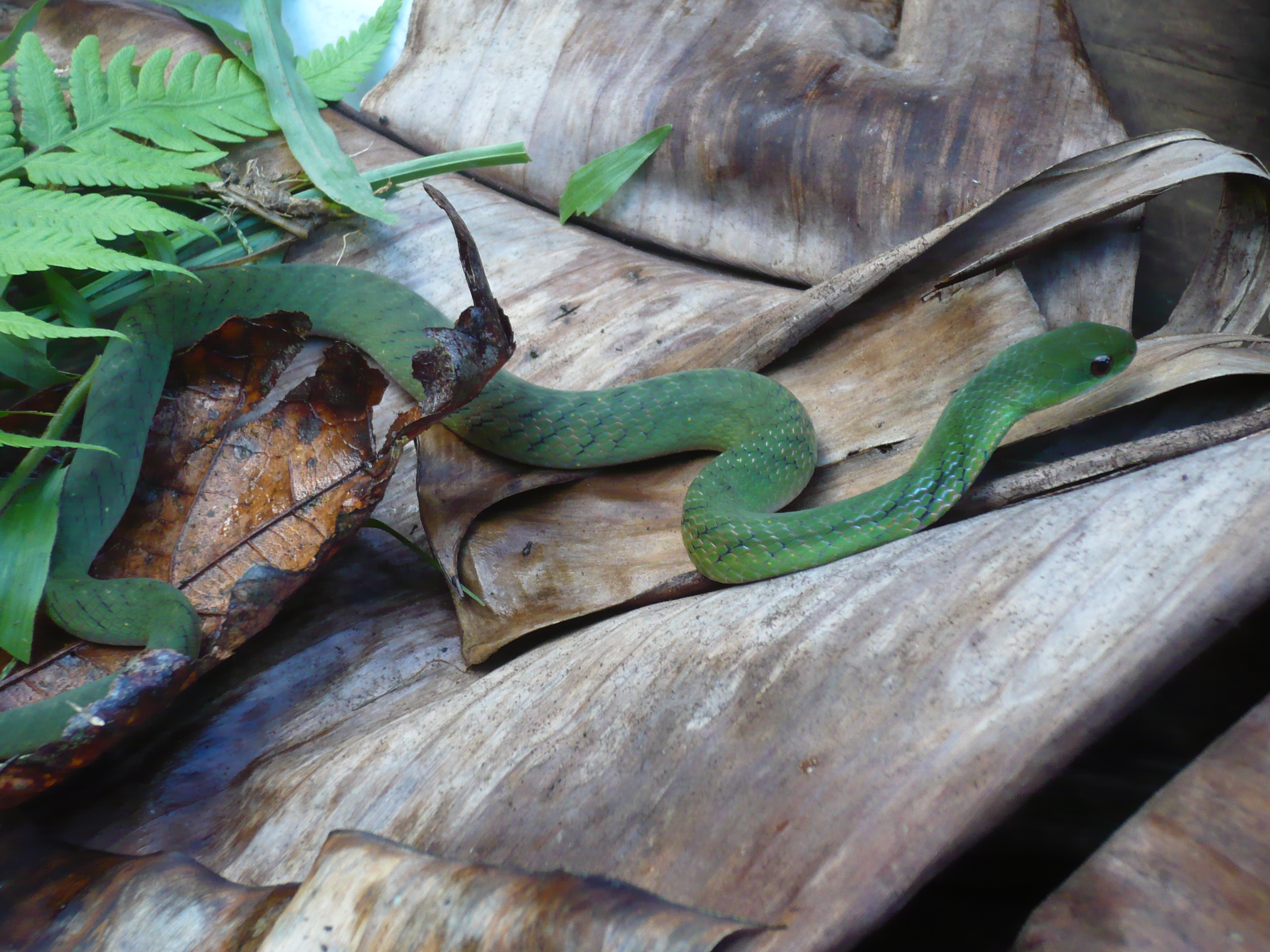
Erythrolamprus typhlus.

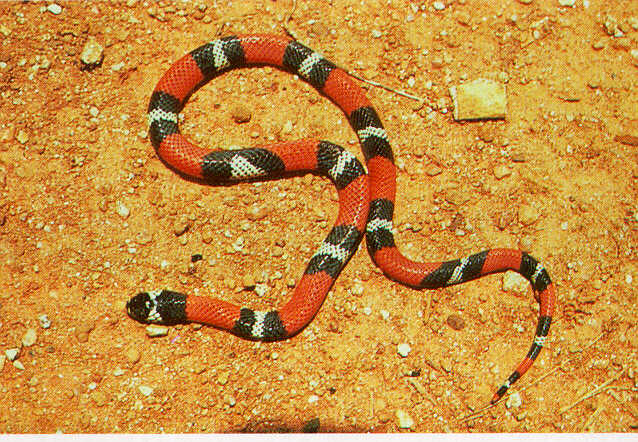
Erythrolamprus aesculapii.

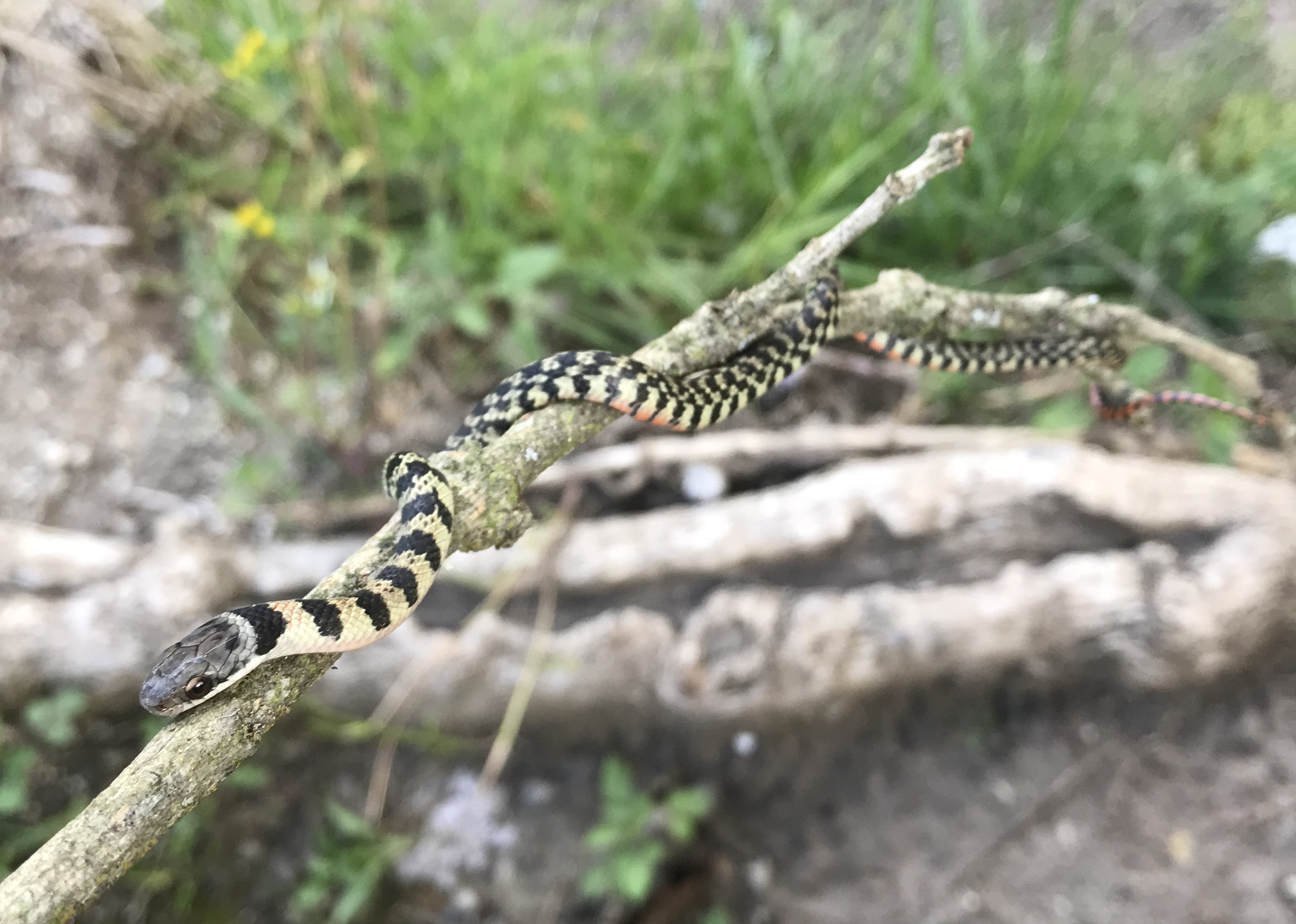
Erythrolamprus vitti.

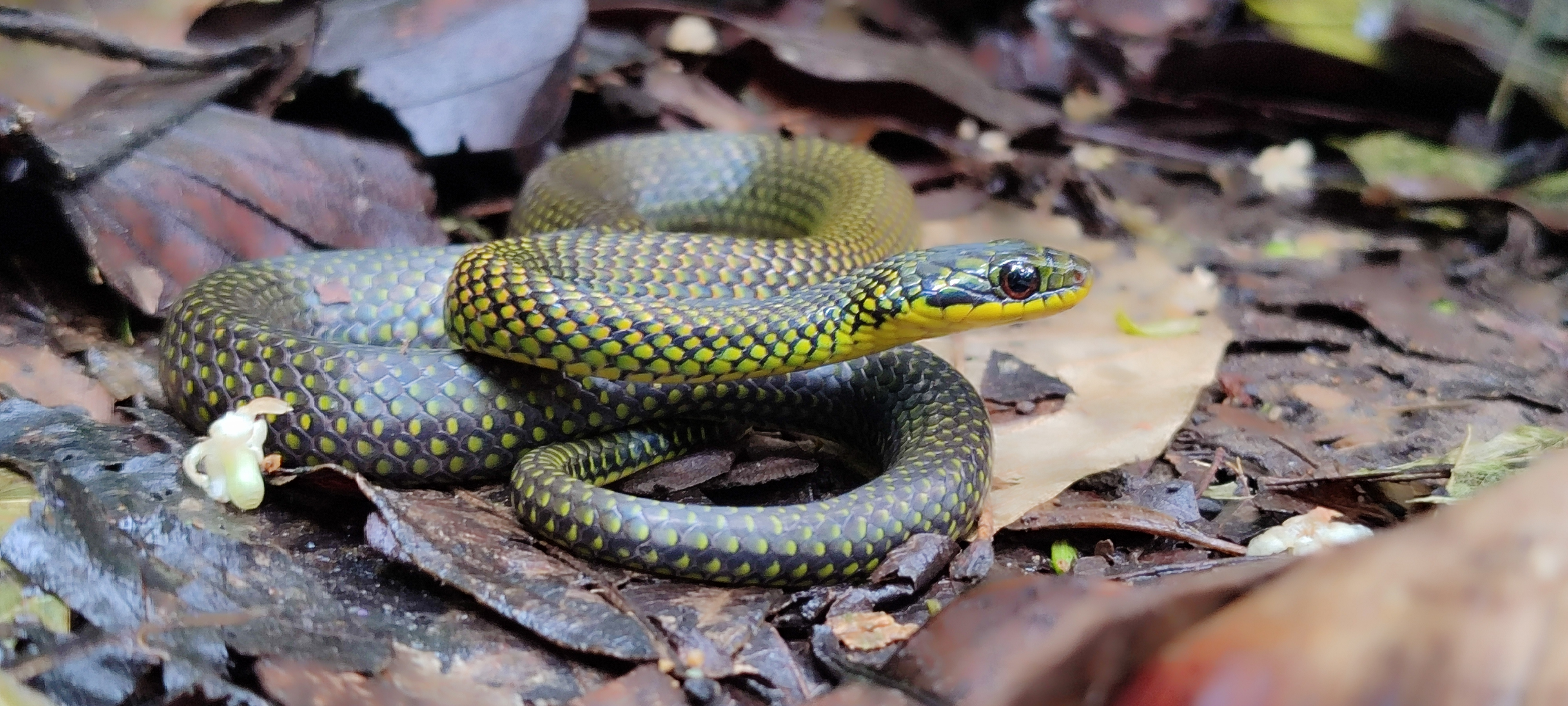
Erythrolamprus zweifeli

Tiene descritas las siguientes 51 especies:
- Erythrolamprus aesculapii (Linnaeus, 1758)
- Erythrolamprus albertguentheri Grazziotin, Zaher, Murphy, Scrocchi, Benavides, Zhang & Bonatto, 2012
- Erythrolamprus almadensis (Wagler, 1824)
- Erythrolamprus andinus (Dixon, 1983)
- Erythrolamprus atraventer (Dixon & Thomas, 1985)
- Erythrolamprus bizona Jan, 1863
- Erythrolamprus breviceps (Cope, 1861)
- Erythrolamprus carajasensis (Da Cunha, Nascimento & Avila-Pires, 1985)
- Erythrolamprus ceii (Dixon, 1991)
- Erythrolamprus cobella (Linnaeus, 1758)
- Erythrolamprus cursor (Lacépède, 1789)
- Erythrolamprus darwinnunezi Torres-Carvajal, Hinojosa & Paucar, 2024[3]
- Erythrolamprus dorsocorallinus (Esqueda, Natera, La Marca & Ilija-Fistar, 2007)
- Erythrolamprus epinephelus (Cope, 1862)
- Erythrolamprus festae (Peracca, 1897)
- Erythrolamprus frenatus (Werner, 1909)
- Erythrolamprus guentheri Garman, 1883
- Erythrolamprus ingeri (Roze, 1958)
- Erythrolamprus jaegeri (Günther, 1858)
- Erythrolamprus janaleeae (Dixon, 2000)
- Erythrolamprus juliae (Cope, 1879)
- Erythrolamprus leucogaster (Jan, 1863)
- Erythrolamprus longiventris (Amaral, 1925)
- Erythrolamprus maryellenae (Dixon, 1985)
- Erythrolamprus melanotus (Shaw, 1802)
- Erythrolamprus mertensi (Roze, 1964)
- Erythrolamprus miliaris (Linnaeus, 1758)
- Erythrolamprus mimus (Cope, 1868)
- Erythrolamprus mossoroensis (Hoge & Lima-Verde, 1973)
- Erythrolamprus ocellatus Peters, 1869
- Erythrolamprus oligolepis (Boulenger, 1905)
- Erythrolamprus ornatus (Garman, 1887)
- Erythrolamprus perfuscus (Cope, 1862)
- Erythrolamprus poecilogyrus (Wied-Neuwied, 1825)
- Erythrolamprus problematicus (Myers, 1986)
- Erythrolamprus pseudocorallus Roze, 1959
- Erythrolamprus pyburni (Markezich & Dixon, 1979)
- Erythrolamprus pygmaeus (Cope, 1868)
- Erythrolamprus reginae (Linnaeus, 1758)
- Erythrolamprus sagittifer (Jan, 1863)
- Erythrolamprus semiaureus (Cope, 1862)
- Erythrolamprus steinbachi (Boulenger, 1905)
- Erythrolamprus subocularis (Boulenger, 1902)
- Erythrolamprus taeniogaster (Jan, 1863)
- Erythrolamprus taeniurus (Tschudi, 1845)
- Erythrolamprus torrenicola (Donnelly & Myers, 1991)
- Erythrolamprus trebbaui (Roze, 1958)
- Erythrolamprus triscalis (Linnaeus, 1758)
- Erythrolamprus typhlus (Linnaeus, 1758)
- Erythrolamprus viridis (Günther, 1862)
- Erythrolamprus vitti (Dixon, 2000)
- Erythrolamprus williamsi (Roze, 1958)
- Erythrolamprus zweifeli (Roze, 1959)